# Gadżet i Gadżetinis
Gadżet i Gadżetinis (ang. Gadget and the Gadgetinis, 2002–2003) – 52-odcinkowy francuski serial animowany, kolejna kontynuacja serialu Inspektor Gadżet (którego główny bohater w tej serii został podniesiony do rangi porucznika). Gadżetini to roboty zbudowane przez siostrzenicę Gadżeta – Penny, które mają wspierać Gadżeta w jego misjach.

## Fabuła
Większość odcinków ma taki sam schemat: Gadżet, który jest teraz porucznikiem, przychodzi do Pułkownika Trąbajra i mówi do niego Trąbek. Dostaje zadanie polegające na ocaleniu świata przed Doktorem Klaufem. Gadżet, w wyniku swojego braku inteligencji, zawsze pakuje pułkownika w kłopoty, przez co ten go nienawidzi i z wielkim trudem go toleruje. Gadżet wyrusza na misję wraz z Penny i Gadżetini, które Penny zbudowała po tym jak Łepek odszedł na emeryturę. Klauf i jego agenci starają się wyeliminować Gadżeta, ale nigdy im się to nie udaje. Gadżet jak zwykle jest bardzo mało inteligentny, przez co Penny i Gadżetini rozwiązują sprawę za niego. Po udanych wakacjach Gadżet wraca do pułkownika i znowu pakuje go w kłopoty, ku jego rozgoryczeniu.

## Postacie
- Porucznik Gadżet – główna postać serialu, wujek Penny.
- Penny – siostrzenica Gadżeta, którą on wychowuje.
- Digit i Fidgit – Gadżetini, mechaniczni pomocnicy Porucznika, skonstruowani przez Penny.
- Pułkownik Trąbajr – przełożony Gadżeta, który powiadamia go, co złego stało się na świecie. Gadżet i wiele innych postaci mówi na niego Trąbek zamiast Trąbajr, co go irytuje. Gadżet bardzo często pakuje go w kłopoty, przez co ten z ogromnym trudem go toleruje.
- Doktor Klauf – największy wróg Gadżeta, przywódca sił zła.

## Wersja polska
Opracowanie i udźwiękowienie wersji polskiej: Studio Eurocom

Reżyseria: Tomasz Grochoczyński

Dialogi:
- Berenika Wyrobek (odc. 1-3, 7-8, 13-14, 17-18, 21-22, 25-29, 36-37, 43, 48-50),
- Katarzyna Precigs (odc. 4-6, 9-12, 15-16, 19-20, 23-24, 38-40, 44-47),
- Katarzyna Krzysztopik (odc. 30-33),
- Aleksandra Rojewska (odc. 34-35, 41-42, 51-52)

Dźwięk i montaż: Jacek Kacperek

Kierownictwo produkcji: Marzena Wiśniewska

Lektor: Zdzisław Szczotkowski

Udział wzięli:
- Jarosław Domin – Porucznik Gadżet
- Jacek Czyż – Pułkownik Trąbajr (odc. 1-35)
- Włodzimierz Bednarski – Pułkownik Trąbajr (odc. 36-52)
- Krystyna Kozanecka – Penny
- Cezary Kwieciński – Digit
- Ryszard Olesiński – Fidgit
- Dariusz Odija – Generał
- Jerzy Słonka – Dr Klauf
- Paweł Szczesny – Kameleon
- Jacek Kopczyński – Łepek
- Jolanta Wołłejko – Pani Miffet
- Anna Apostolakis – Jeanette
- Artur Kaczmarski
- Jerzy Molga
- Wojciech Machnicki
- Ryszard Nawrocki
- Tomasz Grochoczyński
- Grzegorz Drojewski
- Krzysztof Zakrzewski
- Tomasz Marzecki

i inni
Tekst piosenki: Andrzej Gmitrzuk

Śpiewali: Piotr Gogol, Michał Rudaś, Krzysztof Pietrzak

Kierownictwo muzyczne: Piotr Gogol

## Odcinki
- Premiery w Polsce:
  - w Jetix –
    - I seria (odcinki 1-26) – 14 czerwca 2004 roku,
    - II seria (odcinki 27-52) – 13 czerwca 2005 roku,

  - w Polsacie (I i II seria; odcinki 1-52) – 1 listopada 2007 roku,
  - w Jetix Play –
    - I seria (odcinki 1-13) – 7 kwietnia 2008 roku,
    - I seria (odcinki 14-26) – 4 sierpnia 2008 roku,
    - II seria (odcinki 27-40) – 6 kwietnia 2009 roku,
    - II seria (odcinki 41-52) – 1 czerwca 2009 roku,

  - w TV Puls (I i II seria; odcinki 1-52) – 31 sierpnia 2009 roku.
- Ostatnia emisja serialu:
  - w Jetix – 3 lutego 2006 roku,
  - w Polsacie – 30 maja 2009 roku.

### Spis odcinków
| N/o            | Polski tytuł                        | Angielski tytuł                               |
| -------------- | ----------------------------------- | --------------------------------------------- |
|                |                                     |                                               |
| Seria pierwsza |                                     |                                               |
|                |                                     |                                               |
| 01             | Nie mów na mnie Gadżet              | Don’t Call Me Gadget                          |
|                |                                     |                                               |
| 02             | Wakacje w Las Vegas                 | Looming Las Vegas                             |
|                |                                     |                                               |
| 03             | Kolekcja Klaufa                     | Claw’s Collection                             |
|                |                                     |                                               |
| 04             | Porucznik Gadżet na planie filmowym | Gadget Goes On Location                       |
|                |                                     |                                               |
| 05             | Klęska agentów Doktora Klaufa       | Nice Guys Are Finished                        |
|                |                                     |                                               |
| 06             | O jednego Gadżeta za dużo           | One Too Many Gadgets                          |
|                |                                     |                                               |
| 07             | Poszukiwanie oszukiwanych           | Trick Or Trap                                 |
|                |                                     |                                               |
| 08             | Atak zabójczych pszczół             | Attack Of The Killer Bees                     |
|                |                                     |                                               |
| 09             | Zmagania w spokoju                  | Wrestle In Peace                              |
|                |                                     |                                               |
| 10             | Niszczycielski świstak              | Gopher Broke                                  |
|                |                                     |                                               |
| 11             | Afera z przytulankami               | The Wuzzley Affair                            |
|                |                                     |                                               |
| 12             | Twarzą w twarz z Kameleonem         | Face To Face To Face                          |
|                |                                     |                                               |
| 13             | Duchów nie ma                       | No Such Thing As Ghosts                       |
|                |                                     |                                               |
| 14             | W samo południe                     | High Noon                                     |
|                |                                     |                                               |
| 15             | Wielka Stopa                        | Sasquatch Watch                               |
|                |                                     |                                               |
| 16             | Zwierzęca strona ludzkiej natury    | In Touch With Your Animal Side                |
|                |                                     |                                               |
| 17             | Wolny dzień pułkownika              | Nosehair’s Day Off                            |
|                |                                     |                                               |
| 18             | Córka generała                      | The General’s Daughter                        |
|                |                                     |                                               |
| 19             | Nieprzyjemna wyspa                  | Unpleasant Island                             |
|                |                                     |                                               |
| 20             | Pracownik potrzebny od zaraz        | Help Wanted                                   |
|                |                                     |                                               |
| 21             | Ostateczna broń                     | The Ultimate Weapon                           |
|                |                                     |                                               |
| 22             | Maszyna wyobraźni                   | Reality Bites                                 |
|                |                                     |                                               |
| 23             | Pogodowa maszyna                    | The Weather Machine                           |
|                |                                     |                                               |
| 24             | Impreza na plaży                    | Weekend At The Beach                          |
|                |                                     |                                               |
| 25             | Więzienny rejs                      | Prison Cruise                                 |
|                |                                     |                                               |
| 26             | Mroźne szaleństwo                   | Ice Folly                                     |
|                |                                     |                                               |
| Seria druga    |                                     |                                               |
|                |                                     |                                               |
| 27             | Niewidzialne przestępstwo           | Unseen Of The Crime                           |
|                |                                     |                                               |
| 28             | Przemiana Doktora Klaufa            | Total Reclaw                                  |
|                |                                     |                                               |
| 29             | Najmilszy dyktator świata           | World’s Nicest Dictator                       |
|                |                                     |                                               |
| 30             | Roverre                             | Roverre                                       |
|                |                                     |                                               |
| 31             | Sprzęt biurowy                      | Bye Bye Business                              |
|                |                                     |                                               |
| 32             | Podwodna misja                      | Sub-Mission                                   |
|                |                                     |                                               |
| 33             | Wielki mur Oblivii                  | Great Wall Of Oblivia                         |
|                |                                     |                                               |
| 34             | Gra Neo Quiza                       | MADster Game                                  |
|                |                                     |                                               |
| 35             | Święty Klauf                        | Santa Claw                                    |
|                |                                     |                                               |
| 36             | Łebski plan                         | No Brainer                                    |
|                |                                     |                                               |
| 37             | Super Dżi-Dżi                       | Meet Super G.G.                               |
|                |                                     |                                               |
| 38             | Ekstremalny Gadżet                  | Extreme Gadget                                |
|                |                                     |                                               |
| 39             | Kobza McIntosha                     | McIntosh’s Bagpipes                           |
|                |                                     |                                               |
| 40             | Patrix jak matrix                   | The Patrix                                    |
|                |                                     |                                               |
| 41             | Wielka przemiana                    | Swap Team                                     |
|                |                                     |                                               |
| 42             | Gadżet Srebrny Kucharz              | Super Gadget Chef                             |
|                |                                     |                                               |
| 43             | Gadżet w legii cudzoziemskiej       | Foreign Legion Gadget                         |
|                |                                     |                                               |
| 44             | Złoty Gadżet                        | Solid Gold Gadget                             |
|                |                                     |                                               |
| 45             | Gadżet szefem WOMP-u                | Super Boss Gadget                             |
|                |                                     |                                               |
| 46             | Gadżet i podróż w czasie            | Erasing Gadget                                |
|                |                                     |                                               |
| 47             | Gadżet i rock                       | Rock ’n’ Gadget                               |
|                |                                     |                                               |
| 48             | Podróż do wnętrza mózgu             | Gadget On The Brain                           |
|                |                                     |                                               |
| 49             | Zaginione Miasto Złota              | The Lost City Of Gold                         |
|                |                                     |                                               |
| 50             | Operacja: Wykończyć Gadżeta         | Operation Get Gadget                          |
|                |                                     |                                               |
| 51             | Bratanek Doktora Klaufa             | Claw’s Nephew                                 |
|                |                                     |                                               |
| 52             | Kometa, Jednorożec i źli Gadżetini  | The Comet, The Unicorn And The Bad Gadgetinis |
|                |                                     |                                               |